# Оман мечолистий
Оман мечолистий, оман мечоватий (Inula ensifolia) — вид рослин з родини айстрових (Asteraceae), поширений у Європі й Туреччині.

## Опис

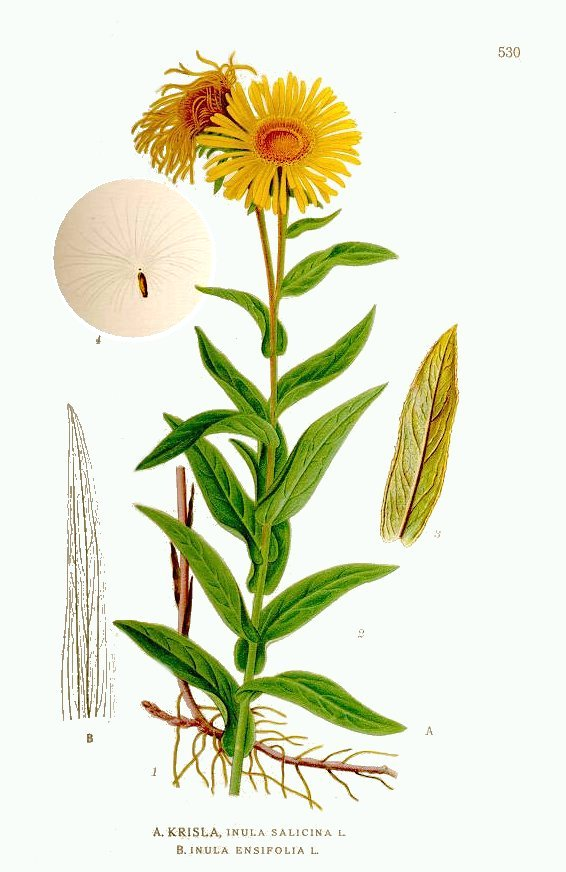
ілюстрація

Багаторічна рослина 10–50 см заввишки. Листки лінійно-ланцетні, вузькі (до 3–7 мм завширшки), поступово загострені, з 5–7 майже паралельними жилками що виступають, гладенькі, цілокраї. Кошики поодинокі, рідше по 2–4, до 3–4 см в діаметрі.

## Поширення
Поширений у Європі й Туреччині.
В Україні вид зростає у степах, серед чагарників, на кам'янистих схилах — на всій території, розсіяно.